# Joachim Nocke

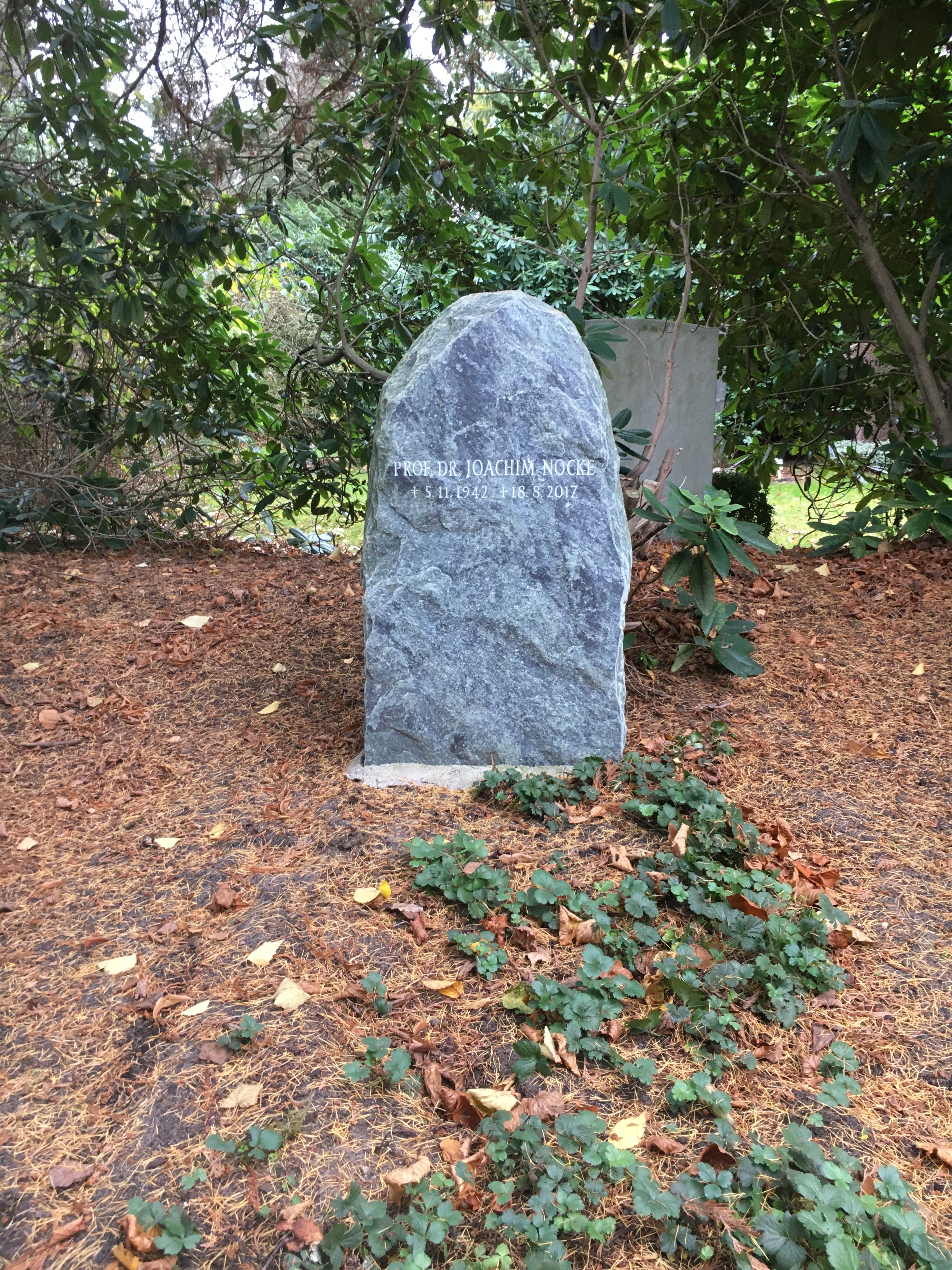
Grabstätte Joachim Nocke auf dem Friedhof Ohlsdorf

Joachim Nocke (* 5. November 1942 in Liegnitz, Provinz Niederschlesien; † 18. August 2017 in Hannover) war ein deutscher Rechtswissenschaftler.

## Leben
Joachim Nocke legte 1962 sein Abitur am Altsprachlichen Gymnasium in Celle ab und begann im selben Jahr ein Jurastudium, das ihn bis 1967 an die Universitäten in Tübingen, Berlin und Hamburg führte. Während seines Referendariats am Hanseatischen Oberlandesgericht legte Nocke das Zweite Staatsexamen ab. 1978 wurde er mit der Schrift Wissen in der Organisation – strukturelle und funktionale Abhängigkeiten der Verwaltungsqualifikation promoviert.
Nocke arbeitete als wissenschaftlicher Assistent an der Uni Hamburg, ehe er an die Gottfried Wilhelm Leibniz Universität Hannover wechselte, zunächst als Akademischer Rat, später als Akademischer Oberrat im Fachbereich Rechtswissenschaften. 1994 habilitierte er sich an der dortigen Juristischen Fakultät und wurde 1997 zum außerplanmäßigen Professor ernannt. Zuletzt war er am Zentrum für Rechtsdidaktik tätig, 2008 ging er in den Ruhestand.
Daneben wurde Nocke auch als Karikaturist bekannt, dessen Zeichnungen in der Fachzeitschrift Demokratie und Recht sowie in der Hannoverschen Allgemeinen Zeitung und der Neuen Presse veröffentlicht wurden.
Joachim Nocke war verheiratet und Vater zweier Kinder. Er verstarb 74-jährig und wurde auf dem Hamburger Friedhof Ohlsdorf im Planquadrat X 4 beigesetzt.

## Veröffentlichungen
- 1986: Autopoiesis – Rechtssoziologie in seltsamen Schleifen, Beitrag in Kritische Justiz, Heft 4
- 1980: Wissen in der Organisation : strukturelle und funktionale Abhängigkeiten der  Verwaltungsqualifikation, Duncker und Humblot